# Куантан
Куантан (енгл. Kuantan) је град и лука на источној обали Малајског полуострва, са 27.500 становника (1960), главни град државе Паханг у Малезији. У близини Куантана Јапанци су 7. децембра 1941. потопили британски бојни брод Принц од Велса (енгл. HMS Prince of Wales) и бојни крсташ Рипалс (енгл. HMS Repulse).